# فرشته گریان
فرشته گریان موجوداتی هستند که در سریال دکتر هو ایفای نقش می‌کنند.یکی از ضعف‌های آن‌ها این است که هنگامی که دیده می‌شوند تبدیل به مجسمه می‌شوند اما همین که چشم از آن‌ها برداشته می‌شود به سرعت به سمت انسان می‌آید و با برخورد انسان به داخل تونل زمان فرستاده می‌شود.